# Yo soy sola
 Yo soy sola es una película coproducción de Argentina y España filmada en colores dirigida por Tatiana Merenuk sobre su propio guion escrito en colaboración con Mari Ángeles Pérez que se estrenó el 15 de mayo de 2008 y que tuvo como actores principales a Mariana Anghileri, Mara Bestelli, Eugenia Tobal y Olivia Molina.

## Sinopsis
Cuatro momentos en la vida de cuatro mujeres: la periodista disconforme con la vida, la adicta a los santos y la televisión, la que se insemina artificialmente sin contarle a su pareja, la que tiene el casamiento como meta.

## Reparto
Participaron en el filme los siguientes intérpretes:
- Ramiro Agüero	...	Marcos
- Mike Amigorena	...	Nacho
- Mariana Anghileri	...	Inés
- Marita Ballesteros	...	Mamá de Vera
- Mara Bestelli	...	Mara
- Marina Ceppi	...	Joven Actriz
- Ernesto Claudio	...	Padre de Marcos
- Nicolás Condito	...	José María
- Pascual Condito	...	Papá de Inés
- Damián de Santo...	Tomás
- Olivia Molina	...	Lina
- Jean Pierre Noher	...	Otaño
- Pablo Rago	...	Pablo
- Marcela Ruiz	...	Mamá de Marcos
- Eugenia Tobal	...	Vera
- Ignacio Toselli	...	Exequiel
- Nora Zinski	...	Vecina

## Comentarios
Horacio Bernades  en Página 12 opinó:

”Los conflictos femeninos que se ponen en juego corresponden a un país tan de otra época que sus mujeres oscilan de la complacencia al macho a (re)convertir el casamiento en la circunstancia más importante de la vida…. la solitaria que persigue y caza al ídolo más berreta de la tele….la feminista emocional y sexualmente estéril, que se hace inseminar para alcanzar el ideal que, parecería, toda mujer sigue llevando en sí, por muy feminista que sea…. Vera, periodista free lance que compite por el uso de la compu (y otras cosas más) con el soberbio novelista que tiene por novio…En la morocha cabecita de Inés, la chica “de buena familia”… no parece haber lugar para otra cosa que no sea el ajuar, el tocado o el vals de los novios.

## Nominaciones
Premios Clarín 2008
- Mirta Busnelli nominada al Premio a la Mejor Actriz de reparto